# Lighthouse (Patrick Watson)
Pour les articles homonymes, voir Lighthouse.
Clip vidéo
[vidéo] « Patrick Watson - Lighthouse », sur YouTube
[vidéo] « Patrick Watson - Lighthouse (live) », sur YouTube.
Lighthouse (phare, en anglais) est une chanson de l'auteur-compositeur-interprète-pianiste québécois Patrick Watson, enregistrée en single extrait de son album Adventures In Your Own Backyard de 2012.

## Historique
Patrick Watson compose et écrit cette chanson folk, douce, mélodieuse, mélancolique, émouvante, qu'il interprète dans une ambiance musicale féerique, avec sa voix angélique, en s'accompagnant au piano jazzy,,, pour finir avec un mélange d'ambiance d'orchestre mariachi, de western spaghetti, à la Ennio Morricone.
Il l'enregistre avec son groupe dans l’arrière cours de son domicile de Montréal au Québec, qui inspire le titre de son album « Adventures In Your Own Backyard » (aventures dans votre propre arrière-cour) et les paroles de sa chanson « Laisse une lumière dans la nature, parce que j'arrive, un peu aveugle, rêver d'un phare dans les bois, briller un peu de lumière pour nous ramener à la maison, dans ton propre jardin... ». 

## Dans la culture
La chanson est reprise en 2012 pour la bande originale du film Yves Saint Laurent, de Jalil Lespert, avec Pierre Niney dans le rôle d'Yves Saint Laurent, et Guillaume Gallienne pour celui de Pierre Bergé, alors qu'ils traversent le désert marocain en moto, et séjournent dans leur jardin Majorelle de Marrakech. Elle est reprise en 2013 pour le film Et (beaucoup) plus si affinités et en 2019 pour le film Celles qui restent (en).
La chanson est aussi reprise dans plusieurs émissions et séries télévisées, notamment American Idol, Haven, The Blacklist, Saving Hope et The Disappearance (en), ainsi que dans une publicité d'Ikea pour le Royaume-Uni.